# Upindauara
Upindauara is een kevergeslacht uit de familie van de boktorren (Cerambycidae). De wetenschappelijke naam van het geslacht werd voor het eerst geldig gepubliceerd in 2006 door Napp & Martins.

## Soorten
Upindauara is monotypisch en omvat slechts de volgende soort:
- Upindauara bella Napp & Martins, 2006